# Vorgartenstraße (metropolitana di Vienna)
Vorgartenstraße è una stazione della linea U1 della metropolitana di Vienna, situata nel 2º distretto (Leopoldstadt).

## Descrizione
La stazione di Vorgartenstraße è entrata in servizio il 3 settembre 1982, come parte del prolungamento da Praterstern a Kagran della linea U1.
La stazione è sotterranea ed è realizzata sotto Lassallestraße, in un tratto compreso tra Radingerstraße e Vorgartenstraße. Il nome della stazione e della strada in cui si trova deriva dal fatto che agli inizi del XX secolo le case di questa zona erano caratterizzate da un giardino antistante l'ingresso (in tedesco Vorgarten). La stazione si trova a poca profondità e le banchine sono accessibili direttamente dalla strada tramite scale fisse e ascensori. 
Nei dintorni della stazione si trovano il mercato di Vorgarten, la Mexikoplatz e il centro di spedizioni di Handelskai.

## Ingressi
- Vorgartenstraße
- Radingerstraße